# Блейк, Хоакин
Хоакин Блейк-и-Хойес (исп. Joaquín Blake y Joyes; 19 августа 1759, Велес-Малага — 27 апреля 1827, Вальядолид) — крупный испанский военачальник ирландского происхождения, один из предводителей герильясов — испанских полурегулярных формирований, сражавшихся в ходе Пиренейской войны против войск вторгшегося в Испанию Наполеона.

## Биография
Хоакин Блейк родился в Испании в семье ирландца и испанки, уроженки Галисии. По отцу он происходил из семьи Блейк, одной из 14 семей Голуэя, игравших ключевую роль в торговле и общественной жизни этого ирландского города с 13-го по 19-й век. В Испании его предки оказались не случайно: в ходе противостояния с англичанами и английской оккупации Ирландии, по форме больше напоминавшей колонизацию, многие влиятельные католики-ирландцы эмигрировали в Испанию, давнюю, с елизаветинских времён, соперницу Англии, где занимали видные посты в армии и государственном управлении. Из этой среды вышли, в частности, герой обороны Мелильи дон Хуан Шерлок, национальный герой Чили Бернардо О’Хиггинс, один из руководителей Испании в середине XIX века генерал Леопольдо О’Доннелл. Принадлежал к числу испанских ирландцев и генерал Блейк.
Поступив в армию в ранней юности, Хоакин Блейк в чине лейтенанта гренадер участвовал в Большой осаде Гибралтара и осаде Менорки, событиях, связанных с войной за Независимость США, когда Испания и Франция старались ослабить позиции Англии. В результате, испанцам удалось взять и удержать за собой Менорку, но Гибралтар так и остался (до сих пор) в руках у англичан.
Когда во Франции произошла революция, то франко-испанский династический союз, продержавшийся весь XVIII век, распался. Испанцы послали войска на Пиренеи, чтобы атаковать французскую революционную армию. Этими войсками командовал талантливый военачальник, генерал Антонио Рикардос, а в их составе находился капитан Блейк. Первоначально испанцам сопутствовала удача, им удалось перейти через Пиренеи и вторгнуться в Руссильон. Однако вскоре французы перехватили инициативу и сохраняли её за собой до конца Революционных и Наполеоновских войн.
Капитан Блейк был ранен в сражении при Сан-Лоренцо, где французы генерала Дюгомье остановили испанское наступление. Храбрый офицер, Блейк быстро продвигался по службе, и к 1808 году был уже генерал-лейтенантом.
Именно в этом году Наполеон начал своё вторжение в Испанию. Вторжение было тщательно спланированным. Перейдя испанскую границу, Наполеон рассеял испанскую армию в нескольких сражениях. Последним рубежом её обороны была неприступная дорога через горную цепь Гвадаррама, с севера прикрывающая Мадрид. Однако польские уланы Наполеона в бою при Сомосьерре прорвали три линии испанской обороны. Мадрид пал. Новым королём Испании был провозглашён брат Наполеона, Жозеф Бонапарт, который даже попытался провести некоторые прогрессивные реформы. Прежний испанский король, его наследник и фаворит Годой были захвачены на переговорах в Байонне и помещены под домашний арест. Однако многие испанцы, даже оставшись без прежнего короля, армии, правительства и столицы, отказались смириться с таким положением дел. В разных частях Испании были собраны военные хунты, которые подчинились в конечном итоге верховной хунте в Кадисе, и были созданы военные формирования герильясов, то есть, дословно, партизан. И хотя сами испанцы четко различали иррегулярные и регулярные формирования, французы, считая законной власть короля Жозефа, всех их презрительно считали партизанами, а не полноценной воюющей стороной. Следующие годы (1808—1812) прошли в попытках французов очистить от герильясов всю Испанию, и попытках герильясов Испанию освободить. Именно в этих событиях генерал Блейк принял самое активное участие.
Для установления полного контроля над территорией Испании французские войска были разделены на отдельные корпуса под командованием маршалов или наиболее выдающихся генералов, каждый из которых контролировал свою часть страны. Взаимодействие корпусов осложнялось личным соперничеством между маршалами Франции и их нежеланием подчиняться непосредственно королю Жозефу, направляя вместо этого запросы и отчёты напрямую в Париж. Силы герильясов также были сильно раздроблены а непосредственное сообщение между ними затруднено.
Верховная хунта назначила генерал Блейка главнокомандующим армии Галисии, в которой первоначально числилось 43 000 человек. Совместно с генералом Куэстой, генерал Блейк 14 июня 1808 года попытался разбить французов в сражении при Медино-де-Риосеко. Испанцев было почти в два раза больше, к тому же французами командовал маршал Бессьер, кавалерийский начальник, почти не имевший опыта самостоятельного руководства военными действиями. Тем не менее, испанцы в этом бою потерпели полное поражение. 31 октября того же года другой наполеоновский маршал, Лефевр разбил армию Блейка при Панкорбо. После этого в погоню за отступающим Блейком пустились французские корпуса Лефевра и Виктора, однако Блейк сумел все-таки неприятно удивить их, разбив в сражении при Вальмаседе французский авангард под началом генерала Вийята. В конце концов, 10 ноября желающий отомстить за поражение Вийята Виктор настиг Блейка около Эспиносы. Первый день Блейк достойно выдерживал атаки французских войск, однако на второй день был разбит и бежал, причем значительная часть его армии рассеялась при преследовании. Между тем с другой стороны на перехват Блейка выступил со своим корпусом маршал Сульт. В итоге, генерал Блейк сумел ускользнуть от преследования, но привел в Леон только 10 тысяч человек, после чего сдал командование генералу Каро и Суреде, маркизу де Ла Романа.
В 1810 году Блейк принял участие в создании Генерального штаба Хунты, который пытался координировать действия войск на всей территории страны. В 1810 году он во главе испанского контингента сражался совместно с английскими экспедиционными силами генерала Бересфорда против французов в битве при Ла-Альбуэра. По протекции генерала Бересфорда, который был доволен своим союзником, Хоакин Блейк был произведён в генерал-капитаны. После этого он отправился в Валенсию, чтобы возглавить оборону города, однако, в конечном итоге, после двухмесячной осады хорошо укреплённая Валенсия была в январе 1812 году сдана войскам генерала Сюше, который за эту операцию получил от Наполеона маршальский жезл. 16 тысяч солдат и офицеров во главе с генералом Блейком попали в плен, а провинции Валенсия и Каталония были покорены французами полностью. Генерал Блейк, которого все винили в этой неудаче, содержался в заключении во Франции вплоть до конца войны.
После 1814 года Блейк вернулся на родину и продолжал военную карьеру в испанской армии.